# Angiografia pulmonar
Angiografia pulmonar (ou arteriografia pulmonar) é um procedimento medico cardiológico. Neste procedimento é utilizado raios-x sobre os vasos sanguíneos pulmonares para detectar malformações arteriovenosas.
A angriografia direta é a injeção de radiocontraste na circulação com fluoroscopia dos pulmões subsequente. Uma forma mais comum de angiografia direta é a cateterização do átrio direito do coração e a injeção de radiocontraste no coração direito.
Uma forma popular de angiografia pulmonar é a angiografia pulmonar por tomografia computadorizada. Ela envolve somente contraste venoso.

## História
A angiografia pulmonar invasiva foi realizada pela primeira vez em 1931 por Egas Moniz e seus colegas. Robb e Steinberg descreveram a angiografia pulmonar por infusão de radiocontraste periférico.